# لويس ديلاسيوف
لويس ديلاسيوف (بالفرنسية: Louis Delasiauve)‏‏ (14 أكتوبر 1804 - 5 يونيو 1893) هو طبيب نفسي فرنسي.
في عام 1830 حصل على الدكتوراة في باريس، وفي السنوات الثماني التالية مارس الطب في إيفري-لا-باتايلي، وبعد ذلك عملَ في مستشفى بيسيتر، وأصبح فيما بعد مديرًا في مستشفى بيتي سالبترير، حيث كان يعمل مع مرضى الصرع والمتأخرين عقليًا. يُعتبر ديزري-ماغلوار بورنفيل (1840 - 1909) واحدًا من مساعدي لويس المعروفين.
كان لويس رائدًا في طب نفس الأطفال والمراهقين، ومؤيدًا داعمًا لتعليم ذوي الإعاقة العقلية. اشتهر ببحثه عن مرض الصرع، حيث يُعزى إليه وصف ثلاثة أنواع مميزة من المرض:
- صرع مجهول السبب: غياب الآفات الجسدية، وأساسًا هو اضطراب عصابي حقيقي.
- صرع عرضي: تظهر فيه آفات مخية، وتكون الاختلاجات عرضًا وليست مرضًا.
- صرع ودي.

تُرجم كتابه "Traité de l'épilepsie; histoire, traitement, médecine légale" إلى اللغة الألمانية، بواسطة مختص التشريح فريدريش فيلهلم تيله تحت عنوان "Die Epilepsie"‏ (1855).